# カトリデカコグ
カトリデカコグ（Catridecacog）は遺伝子組換えヒト血液凝固第XIII因子類縁体である。先天性または後天性の第XIII因子欠乏症に対して用いられる。米国で2014年2月に承認された。日本では2015年3月に承認された。商品名ノボサーティーン。

## 効能・効果
先天性血液凝固第XIII因子Aサブユニット欠乏患者における出血傾向の抑制

## 副作用
重大な副作用として、ショック、アナフィラキシーが知られている。

## 外部サイト
- 血液凝固第XIII因子製剤